# Desmond Bane
Desmond Michael Bane (ur. 25 czerwca 1998 w Richmond) – amerykański koszykarz, nigeryjskiego pochodzenia, występujący na pozycjach rozgrywającego lub rzucającego obrońcy, obecnie zawodnik Orlando Magic.

## Osiągnięcia
Stan na 24 lutego 2022, na podstawie, o ile nie zaznaczono inaczej.
NCAA
- Uczestnik rozgrywek:
  - turnieju NCAA (2018)
  - final four turnieju NIT (2017, 2019)
- Mistrz turnieju National Invitation Tournament (NIT – 2017)
- Zaliczony do:
  - I składu:
    - Big 12 (2020)
    - turnieju Emerald Coast Classic (2018)

  - II składu Big 12 (2019)
- Zawodnik kolejki Big 12 (11.02.2019, 2.03.2020)
- Najlepszy nowo przybyły zawodnik kolejki Big 12 (26.12.2016)
- Lider Big 12 w:
  - skuteczności rzutów:
    - z gry (2019 – 50,2%)
    - za 3 punkty (2020 – 44,2%)

  - liczbie:
    - celnych rzutów:
      - z gry (2020 – 197)
      - za 3 punkty (2020 – 92)

    - oddanych rzutów:
      - z gry (2020 – 436)
      - za 3 punkty (2020 – 208)

    - rozegranych minut (2019 – 1315, 2020 – 1152)

  - średniej rozegranych minut (2019 – 35,5, 2020 – 36)

NBA
- Zaliczony do II składu debiutantów NBA (2021)[5]
- Finalista miniturnieju Clorox Rising Stars (2022)[6]
- Uczestnik konkursu rzutów za 3 punkty (2022)[7]